# Sisyropa negator
Sisyropa negator là một loài ruồi trong họ Tachinidae.